# Charles-François de Cisternay Du Fay
Charles-François de Cisternay Du Fay (ur. 14 września 1698 w Paryżu, zm. 16 lipca 1739 tamże) – francuski chemik i fizyk, superintendent królewskich ogrodów w Paryżu Jardin du Roi, 

## Życiorys
Twórca teorii 'dwóch fluidów’ – w przeciwieństwie do teorii 'jednego fluidu’ Franklina. Odkrył on 2 rodzaje elektryczności statycznej, tzw. szklaną (dodatnią) i żywiczną (ujemną). 